# Panasienbewegung
Als Panasienbewegungen (Panasiatismus bzw. Panasianismus) bezeichnet man mehrere, miteinander konkurrierende machtpolitische Strategien sowohl verschiedener asiatischer Regierungen als auch z. T. oppositioneller Intellektueller. Obwohl alle diese Bewegungen geistig-kulturelle Erneuerung der (jeweiligen) asiatischen Nationen anstreben, haben sie nur ihre Ausrichtung gegen kolonialistischen oder neokolonialistischen Einfluss der Westmächte oder Russlands sowie gegen Ungleiche Verträge gemein.

## Jüdischer Panasiatismus
Der von dem österreich-ungarischen und israelischen Offizier und Schriftsteller Moscheh Ya’akov Ben-Gavriêl propagierte Große Brüderliche Bund Allasiens sollte in seiner dritten und letzten Stufe Juden, Araber, Inder, Chinesen und Japaner zusammenschließen. Doch wegen des israelisch-arabischen Konflikts wurde bisher weder die erste Stufe (binationaler jüdisch-arabischer Staat Israel/Palästina) noch die zweite Stufe des Pansemitismus erreicht.

## Japanischer Panasiatismus
Die japanischen Vorstellungen eines Panasiatismus hingegen waren eher Mittel zum Zweck im Kampf um Verbündete und Vasallen vor allem gegen die USA und Großbritannien. Die Losung „Asien den Asiaten“ war schon während des Russisch-Japanischen Krieges trotz der wohlwollenden Unterstützung der chinesischen Regierung für Russland auf fruchtbaren Boden sogar in China gefallen. Sun Yat-sens Sozialismus war davon zunächst ebenso beeinflusst wie zuvor bereits die koreanische Donghak-Bewegung des späten 19. Jahrhunderts.
Erst kurz vor dem Ende des Zweiten Weltkrieges 1945 förderte das japanische Kaiserreich gegen die alliierten Kolonialmächte Frankreich, Großbritannien und den Niederlanden nationalistische Unabhängigkeitsbewegungen in Burma (Aung San), Indonesien (Sukarno), Vietnam (Bảo Đại), Laos, Kambodscha (Norodom Sihanouk), die sich teilweise bald gegen sie richtete, nachdem es Marionettenregierungen (Neuorganisierte Regierung der Republik China, Mandschukuo, Mengjiang) in China eingesetzt hatte, ein Bündnis Thailands mit Japan 1941 erzwang und eine Indische Befreiungsarmee (mit Subhash Chandra Bose und der antialliierten Gegenregierung auf den Andamanen) aufgebaut und in Marsch gesetzt hatte (siehe auch: Japans Marionettenregierungen).
Seit 1935/36 war in Japan längst jene Militärfraktion dominierend, die einen nationalistisch engeren Panjapanismus anstrebte, eine Konföderation der asiatischen Staaten unter japanischer Führung (vgl. Kokutai). In ihr sollte Japan mit seinen Kolonien in Korea, Taiwan und Mandschukuo zur Großostasiatischen Wohlstandssphäre werden. Für andere Teile Ost- und Südostasiens war in diesen Großasien-Planspielen nur eine Rolle als Versorgungs- (Indochina) und Verteidigungssphäre (Indonesien) vorgesehen. China wurde zum erbittertsten Gegner.

## Chinesischer Panasiatismus
Der chinesische Panasiatismus setzte erneut nach der Niederlage Japans und dem Sieg der Kommunisten im chinesischen Bürgerkrieg ein, beruhte aber auf dem bereits bis Mitte 1886 vorherrschenden Selbstverständnis Chinas gegenüber Asien. Demnach hatte es bis 1861 überhaupt keines Außenministeriums bedurft, weil die unterworfenen Barbarenvölker oder buddhistisch (und konfuzianistisch) beeinflussten Nachbarn ohnehin dem vom Mittelpunkt der Welt regierenden Großkaiser untertan und tributpflichtig waren. Unterwarf sich ein Volk, galt es als zum Reich der Mitte gehörig (Nepal, Bhutan, Burma, Laos, Vietnam, Kambodscha, Thailand, Korea, Mongolei, Tibet).
In den 1960er Jahren setzten die Kommunisten dann auf Revolutionsexport, heute auf militärische und wirtschaftliche Stärke und Vorbildfunktion. In der Diskussion um eine asiatische Interpretation der Menschenrechte und asiatische Werte im Kampf gegen den US-Kulturimperialismus spielt bzw. erhofft es eine führende Rolle auf dem Kontinent. Erbittertster Gegner ist daher nicht Japan, sondern die USA.

## Indischer Panasiatismus
Indische Vorstellung eines Panasiatismus waren eher mit der Bewegung der Nichtpaktgebundenen bzw. Blockfreien verbunden. Premierminister Jawaharlal Nehru (als Nachfolger von Bose auch Vorsitzender der Kongresspartei) förderte die Colombo-Staaten und Bandung-Konferenzen. Heute sieht sich die „größte Demokratie der Welt“ bei ihren Bemühungen um einen ständigen Sitz im UNO-Sicherheitsrat als Vorreiter Asiens und wird dabei (wieder) sogar von Japan unterstützt.
Auf dem südasiatischen Subkontinent jedoch beansprucht Delhi eine großindische Hegemonialrolle nicht nur gegenüber den einstigen indischen „Bruderstaaten“ Pakistan (1947 abgetrennt) und Bangladesch (welches sich wiederum 1972 von Pakistan abspaltete), sondern auch bis Burma (bis 1937 zum britischen Kaiserreich Indien gehörig), Afghanistan (bis 1919 unter britisch-indischem Einfluss), Sri Lanka (Intervention 1987–89) und den Malediven (Intervention 1988). Vor allem in Tibet (1912–50 unter britisch-indischem Einfluss) und Nepal (seit 1816 unter indischem Einfluss) stieß und stößt Indien dabei aber auch auf die Rivalität Chinas.

## Indonesischer Panasiatismus
Der spätere Präsident Sukarno arbeitete nach der japanischen Besetzung Niederländisch-Indiens 1942 mit der Besatzungsmacht zusammen, um die Unabhängigkeit vorzubereiten. Die Japaner förderten den indonesischen panasiatischen Nationalismus.

## Abgrenzung
Keine Form des Panasiatismus ist hingegen der Pan-Mongolismus. Auch bei der Eurasier-Bewegung handelt es sich nicht um eine Form der Panasienbewegung, sondern um eine Form des Panrussismus, genauer gesagt um eine Abgrenzung vom Panslawismus durch Betonung des mongolisch-tatarischen (asiatischen) Erbes Russlands.